# Žeželjův most

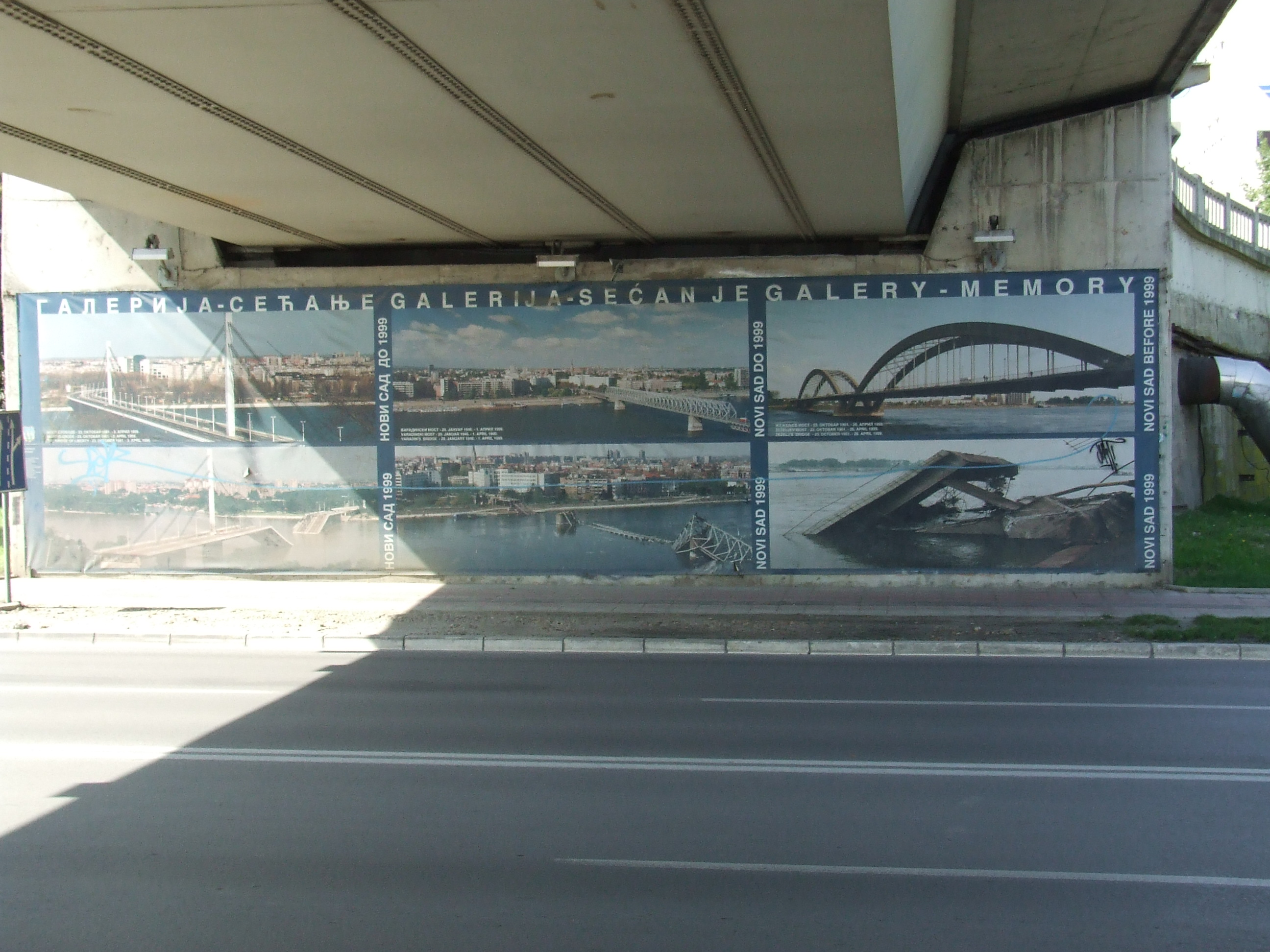
Mosty Nového Sadu – třetí uvedený (vpravo) je Žeželjův most

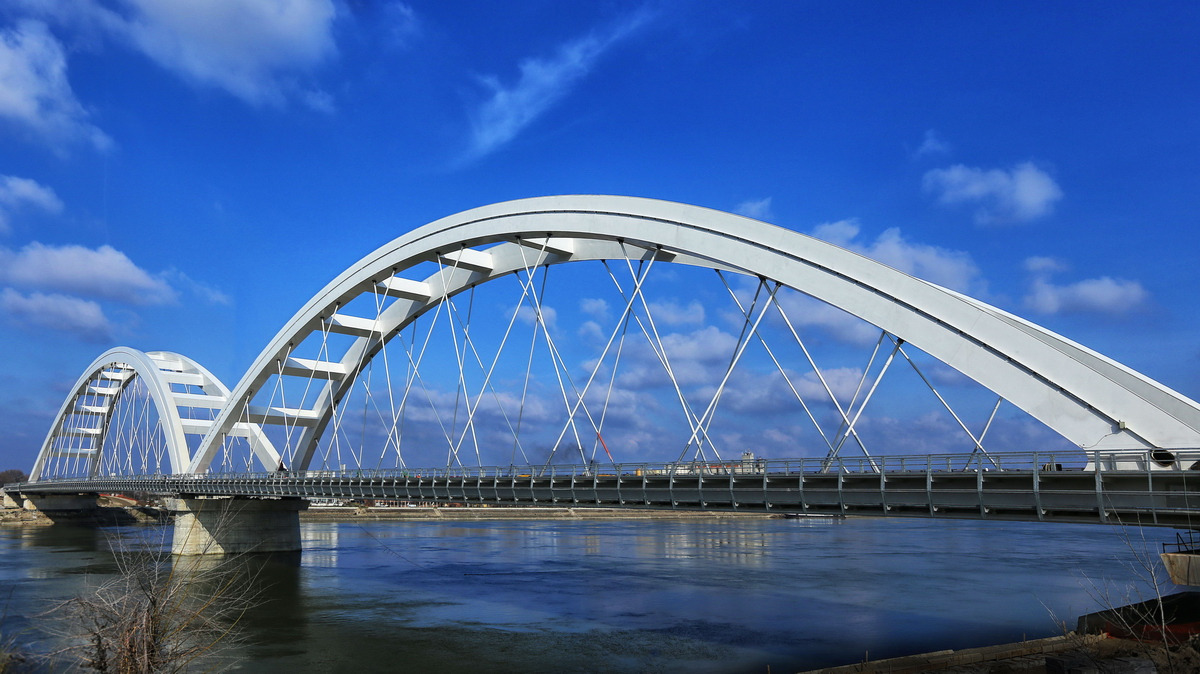
Most v únoru 2018.

Žeželjův most (srbsky v cyrilici Жежељев мост, v latince Žeželjev most, maďarsky Žeželj-híd) je most přes řeku Dunaj v Novém Sadě. Z celkových tří novosadských mostů je třetí po proudu řeky. Slouží pro silniční i železniční dopravu. Spojuje město Novi Sad s Petrovaradínem.

## Historie
Rozhodnutí o dalším mostě v Novém Sadu padlo v roce 1955. Most byl budován v letech 1957–1961 podle návrhů inženýra Branka Žeželja. Ve své době se jednalo o unikátní konstrukci z předpjatého betonu (první svého druhu v Evropě a druhá na světě). Během stavby vznikly nejprve dva oblouky se středovými pilířem, nacházejícím se v ose řeky Dunaje. Na oblouky byla později zavěšena vozovka, kterou uprostřed rozdělovala železniční trať. Stavbu mostu ohrožovaly i ledy, tvořící se v zimě na Dunaji, které musely likvidovat jednotky Jugoslávské lidové armády.
Kombinované využití mostu vyvolávalo v době jeho výstavby obavy, zdali stavba ustojí zátěž vlaků i automobilů. Proto se Žeželj rozhodl pod rozestavěným mostem při zatěžovací zkoušce projet na lodi, aby tak dokázal pevnost svého díla. Na zatěžovací zkoušce byl na most postaven vlak o hmotnosti 404 tun a 38 nákladních automobilů, naložených pískem o celkové hmotnosti 284 tun.
Slavnostně byl most otevřen dne 23. října 1961 na Den osvobození za přítomnosti svazového sekretáře pro dopravu, Marina Cetiniće a primátora města Bože Melkuse. Okamžiku otevření mostu bylo přítomno 60 000 občanů.
Most se stal v průběhu let symbolem města Novi Sad. Nesl název Most Bratrství a jednoty (srbochorvatsky Most bratstva i jedinstva/Мост братства и јединства) Několik nadšenců dokonce přejelo po obloucích mostu na motocyklu. Most byl zničen v roce 1999 spolu s dalšími mosty ve městě během bombardování Jugoslávie v roce 1999. Bombardován byl celkem dvanáctkrát; nakonec byl zničen dne 12. dubna 1999. Tím bylo také přerušené železniční spojení města Subotica s Bělehradem a rovněž i celého Nového Sadu.
V roce 2000 byl původní most nahrazen provizorní konstrukcí (Most Boška Peroševiće). Obnova původního mostu podle plánů z 50. let byla zahájena přípravou projektové dokumentace v roce 2011 Dokončen měl být v roce 2016. Dlouhodobě trvající výstavbu mostu provázely problémy s financováním a politické střety. Podle původních plánů měl být dokončen již v roce 2013 Stavbu mostu financovala Evropská unie společně s městem Novi Sad, autonomní oblastí Vojvodina a Železnicemi Srbije. Celkové náklady na výstavbu mostu dosáhly 50 milionů €, z nichž velkou část poskytla v rámci ekonomické pomoci právě EU.
Předpokládané zprovoznění mostu se mělo uskutečnit v dubnu 2018. Provoz na mostě byl zahájen 7. dubna 2018. V říjnu téhož roku bylo zahájeno rozebírání původního mostu, který se na tomto místě nacházel dříve.

## Data
Původní most o celkové délce 466 m s oblouky z předpjatého betonu o rozpětí 211 m byl nahrazen dvěma ocelovými oblouky. První oblouk o rozpětí 219 m a výšce 42 m, druhý o rozpětí 177 m a výšce 34 m. Most je 31,44 m široký a má celkovou délku 474 m se dvěma nájezdnými poli, dvěma oblouky a s přechodovou konstrukcí mezi oblouky. Rozpětí mostu je 27 m + 177 m + 3,0 m + 219 m + 48 m. Mostovku tvoří složené železobetonové desky o tloušťce 0,30 m lokálně 0,40 m. Mostem vedou dvě železniční koleje, dva silniční jízdní pruhy a dva chodníky.